# Свиточная башня
Свиточная башня — юго-западная башня Большого Успенского монастыря Кирилло-Белозерского монастыря, построенная около 1591 года. Памятник архитектуры, объект культурного наследия России федерального значения.

## Описание
Единственная из сохранившихся четырёх башен Успенского монастыря — Свиточная башня — стоит на небольшом мысу на берегу Сиверского озера. Название происходит от слова «свитки», обозначающего одежду монастырских служек. Свиточная башня — редкий образец монументальной северной военной архитектуры XVI века. Её высота — около 15 метров. Башня прямоугольная в плане: 9,5×8,7 метров, трёхэтажная. Нижний этаж перекрыт коробовым каменным сводом. Деревянные перекрытия других этажей не сохранились. Из среднего яруса имеются выходы на оба прясла крепостных стен. В башне 60 окон в 3 ряда (ряд на этаж), при этом окна среднего яруса больше остальных. Фасады башни украшены лентами узорчатой кладки, состоящими из рядов прямоугольных нишек с бегунцом и поребриком между ними.

## История
В XVIII веке нижний этаж башни занимала келья, в ней жили «детёныши», которые «мыли на братию свитки». На своде кельи сохранились следы копоти, что, вероятно, свидетельствует о том, что первый этаж отапливался «по-чёрному». Высокая железная кровля башни с восьмигранной главой и шпилем и подволокой изготовлены в 1835 году. В 1773 году башню едва не разобрали «за ветхостью». В 1775 году на башне было 2 пушки. После посещения обители в 1911 году архиепископ Арсений писал, что особенно сильному разрушению среди зданий Кирилло-Белозерского монастыря подверглись Свиточная башня и почти вся линия стены вдоль берега Сиверского озера. Произведенный по настоянию Главнауки в 1920—1921 годах ремонт позволил сохраниться Свиточной башне до наших дней.

## Современность
Свиточная башня в составе ансамбля Кирилло-Белозерского монастыря является объектом культурного наследия России и частью музейного комплекса Кирилло-Белозерского музея-заповедника.
| - Вход в первый ярус, 2011 год - Вход на второй ярус с востока, 2011 год - Башня изнутри монастыря, 2011 год - Вход на второй ярус с севера, 2011 год |